# Spirit of America
La Spirit of America è una vettura da record realizzata da Craig Breedlove nel 1962. 

## Sviluppo
La vettura venne progettata e costruita da Craig Breedlove come passatempo nel proprio garage avvalendosi della collaborazione di due esperti di aerodinamica. 

## Tecnica
Come propulsore il veicolo impiegava un motore a reazione General Electric J47, mentre il design derivò da quello utilizzato sui veicoli con propulsione a getto dell'epoca. Dopo i primi tentativi di record, lo Spirit venne modificato nell'aerodinamica e gli fu installato un motore General Electric J79. Dalle iniziali tre ruote, nel 1964 ne fu dotato di quattro. 

## Record
Il progetto di Breedlove venne sostenuto finanziariamente dalla Shell e dalla Goodyear. Un primo tentativo di record venne compiuto nel 1962, dove venne raggiunta la velocità di 587 km/h. Un anno dopo, ad un nuovo tentativo, si arrivò alla velocità di 655 km/h. Solo nel 1964 e nel 1965, grazie al potenziamento del mezzo, il pilota statunitense riuscì a battere per tre volte di fila il record di velocità su terra, con un tetto massimo di 966,528 km/h. 